# Maxis
Maxis este o companie americană care dezvoltă jocuri video deținută de Electronic Arts. A fost fondată în 1987 ca „Maxis Software” de către Will Wright⁠(d) și Jeff Braun⁠(d). Compania a creat unul dintre cele mai vândute jocuri video existente, și anume The Sims. Maxis a mai lansat și jocuri precum Spore, SimCity⁠(d) și altele.

## Jocuri dezvoltate
| An   | Titlu                                           | Platform(e)                                           | Note |
| ---- | ----------------------------------------------- | ----------------------------------------------------- | --- |
| 1988 | SkyChase                                        | Amiga, Atari ST                                       | |
| 1989 | SimCity                                         | Amiga, Commodore 64, DOS, Macintosh                   | |
| 1990 | SkyChase                                        | DOS                                                   | |
| 1990 | SimCity                                         | Atari ST                                              | |
| 1990 | SimEarth: The Living Planet                     | DOS, Macintosh                                        | |
| 1991 | Mysterium                                       | Game Boy                                              | |
| 1991 | RoboSport                                       | Macintosh, Amiga, Microsoft Windows                   | |
| 1991 | SimAnt                                          | DOS, Macintosh, Microsoft Windows                     | |
| 1992 | SimAnt                                          | Amiga                                                 | |
| 1992 | SimEarth: The Living Planet                     | Amiga                                                 | |
| 1992 | SimLife                                         | DOS, Macintosh                                        | |
| 1993 | El-Fish                                         | DOS, Macintosh                                        | Publicat de Maxis                                                                                         |
| 1993 | Rome: Pathway to Power                          | DOS                                                   | Publicat de Maxis                                                                                         |
| 1993 | SimCity 2000                                    | DOS, Macintosh, Microsoft Windows                     | |
| 1993 | SimCity: Enhanced CD-ROM                        | DOS                                                   | |
| 1993 | SimFarm                                         | DOS, Macintosh                                        | Publicat de Maxis                                                                                         |
| 1993 | SimLife                                         | Amiga                                                 | |
| 1993 | SimRefinery                                     | DOS                                                   | Prototip nelansat realizat să simuleze rafinăria Richmond a Chevron                                       |
| 1993 | Unnatural Selection                             | DOS                                                   | |
| 1994 | SimCity 2000                                    | Amiga, OS/2 Warp                                      | |
| 1994 | SimHealth                                       | DOS                                                   | Publicat de Maxis                                                                                         |
| 1994 | SimTower: The Vertical Empire                   | Macintosh, Microsoft Windows                          | Publicat de Maxis                                                                                         |
| 1994 | Wrath of the Gods                               | Microsoft Windows                                     | Distribuit de Maxis                                                                                       |
| 1995 | Read-A-Rama                                     | Microsoft Windows                                     | Distribuit de Maxis                                                                                       |
| 1995 | Spell-A-Rama                                    | Microsoft Windows                                     | Distribuit de Maxis                                                                                       |
| 1995 | Marty and the Trouble with Cheese               | Macintosh                                             | Publicat de Maxis                                                                                         |
| 1995 | Tony La Russa Baseball 3                        | DOS                                                   | |
| 1995 | SimCity                                         | Microsoft Windows                                     | |
| 1995 | SimCity 2000                                    | Sega Saturn                                           | |
| 1995 | SimCity: Enhanced CD-ROM                        | Macintosh                                             | |
| 1995 | SimFarm                                         | Microsoft Windows                                     | |
| 1995 | SimIsle: Missions in the Rainforest             | DOS                                                   | Publicat de Maxis                                                                                         |
| 1995 | SimTown                                         | Macintosh, Microsoft Windows                          | |
| 1995 | Full Tilt! Pinball                              | Macintosh, Microsoft Windows                          | Titlu european: Pinball '95                                                                               |
| 1995 | Widget Workshop: The Mad Scientist's Laboratory | Macintosh, Microsoft Windows                          | Publicat de Maxis                                                                                         |
| 1996 | A-Train                                         | PlayStation                                           | Publicat de Maxis                                                                                         |
| 1996 | SimCity 2000                                    | PlayStation                                           | |
| 1996 | SimCity 2000: Network Edition                   | Microsoft Windows                                     | |
| 1996 | SimCopter                                       | Microsoft Windows                                     | |
| 1996 | SimGolf                                         | Microsoft Windows                                     | |
| 1996 | SimIsle: Missions in the Rainforest             | Macintosh, Microsoft Windows                          | Publicat de Maxis                                                                                         |
| 1996 | SimPark                                         | Macintosh, Microsoft Windows                          | |
| 1996 | SimTunes                                        | Microsoft Windows                                     | |
| 1996 | Full Tilt! 2 Pinball                            | Microsoft Windows                                     | Titlu european: Pinball '97                                                                               |
| 1996 | The Crystal Skull                               | Macintosh, Microsoft Windows                          | Publicat de Maxis                                                                                         |
| 1997 | Fathom: The Game of Tiles                       | Microsoft Windows                                     | |
| 1997 | Kick Off 97                                     | DOS, Microsoft Windows                                | Publicat de Maxis                                                                                         |
| 1997 | Marble Drop                                     | Microsoft Windows                                     | |
| 1997 | Streets of SimCity                              | Microsoft Windows                                     | |
| 1997 | Tony La Russa Baseball 4                        | Microsoft Windows                                     | Publicat de Maxis                                                                                         |
| 1998 | SimSafari                                       | Macintosh, Microsoft Windows                          | |
| 1999 | SimCity 3000                                    | Microsoft Windows                                     | |
| 2000 | SimCity 3000 Unlimited                          | Microsoft Windows                                     | |
| 2000 | The Sims                                        | Microsoft Windows                                     | |
| 2002 | The Sims Online                                 | Microsoft Windows                                     | |
| 2003 | SimCity 4                                       | Microsoft Windows                                     | |
| 2003 | The Sims                                        | GameCube, PlayStation 2, Xbox                         | A asistat Edge of Reality                                                                                 |
| 2003 | The Sims: Bustin' Out                           | Game Boy Advance                                      | A asistat Griptonite                                                                                      |
| 2003 | The Sims: Bustin' Out                           | GameCube, PlayStation 2, Xbox                         | |
| 2004 | The Sims 2                                      | Microsoft Windows                                     | |
| 2004 | The Urbz: Sims in the City                      | GameCube, PlayStation 2, Xbox                         | |
| 2005 | The Sims 2                                      | Macintosh, GameCube, PlayStation 2, Xbox, Nintendo DS | |
| 2007 | The Sims: Pet Stories                           | Microsoft Windows                                     | |
| 2008 | Spore                                           | Microsoft Windows                                     | |
| 2008 | Spore Creature Creator                          | Macintosh, Microsoft Windows                          | |
| 2008 | Spore Creatures                                 | Nintendo DS                                           | A asistat Griptonite                                                                                      |
| 2009 | The Sims 3                                      | Macintosh, Microsoft Windows                          | |
| 2010 | The Sims 3                                      | PlayStation 3, Xbox 360, Nintendo DS, Nintendo Wii    | |
| 2011 | The Sims 3                                      | Nintendo 3DS                                          | |
| 2011 | Darkspore                                       | Microsoft Windows                                     | |
| 2013 | SimCity                                         | Macintosh, Microsoft Windows                          | |
| 2014 | The Sims 4                                      | Macintosh, Microsoft Windows, PlayStation 4, Xbox One | Lucru la actualizări și pachete de expansiune după lansarea inițială                                      |
| 2018 | The Sims Mobile                                 | iOS, Android                                          | În 2019, dezvoltarea jocului și actualizările sale au fost transferate de la Maxis la Firemonkeys Studios |

### Jocuri anulate
| Anul anulării | Titlu        | Platform(e) | Note                                                                                    |
| ------------- | ------------ | ----------- | --------------------------------------------------------------------------------------- |
| 1997          | Crucible     | Necunoscut  | Dezvoltat de Maxis South. Un dungeon crawler similar cu Diablo.                         |
| 1997          | Nightfall    | Necunoscut  | Dezvoltat de Maxis South.                                                               |
| 1997          | Remnants     | Necunoscut  | Dezvoltat de Maxis South.                                                               |
| 1997          | The Mindwarp | PC          | Un shooter 3D similar cu Descent, a fost programat pentru lansare în mijlocul lui 1996. |
| Necunoscut    | SimCastle    | Necunoscut  | Anulat în favoarea The Sims. Destinat publicului mai tânăr.                             |
| Necunoscut    | SimMars      | PC          | Anulat în favoarea The Sims. Joc de simulare realistică pe Marte.                       |
| 2001          | SimsVille    | Windows     |                                                                                         |